# Раздел Монгольской империи
Раздел Монгольской империи начался, когда Мункэ-хан умер в 1259 году при осаде крепости Дяоюй, не объявив преемника. Это спровоцировало борьбу между членами рода Толуя за титул кагана, которая переросла в гражданскую войну. Эта гражданская война наряду с войной между Берке и Хулагу и последующей  войной между Хайду и Хубилаем сильно ослабила власть великого хана над всей Монгольской империей, впоследствии империя распалась на четыре ханства: Золотую Орду в Восточной Европе, Чагатайский улус в Средней Азии, Ильханат в Юго-Западной Азии и империю Юань в Восточной Азии. Хотя императоры Юань носили номинальный титул кагана единой империи, каждая из четырёх империй преследовала свои интересы и цели, и пали они в разное время.

## Спор о правопреемстве
Хубилай, узнал о смерти великого хана Мункэ, на реке Хуайхэ в самом Китае. Вместо того, чтобы вернуться в столицу, он продолжил свое продвижение в Учан, недалеко от реки Янцзы. Их младший брат Ариг-Буга воспользовался отсутствием Хулагу и Хубилая и использовал свое положение в столице, чтобы добиться титула великого хана (кагана), а представители всех родовых ветвей провозгласили его вождем на курултае в Каракоруме. Когда Хубилай узнал об этом, он созвал свой собственный курултай в Кайпине, где практически все старшие князья и великие нойоны, проживающие в Северном Китае и Маньчжурии, поддержали его кандидатуру.

## Гражданская война

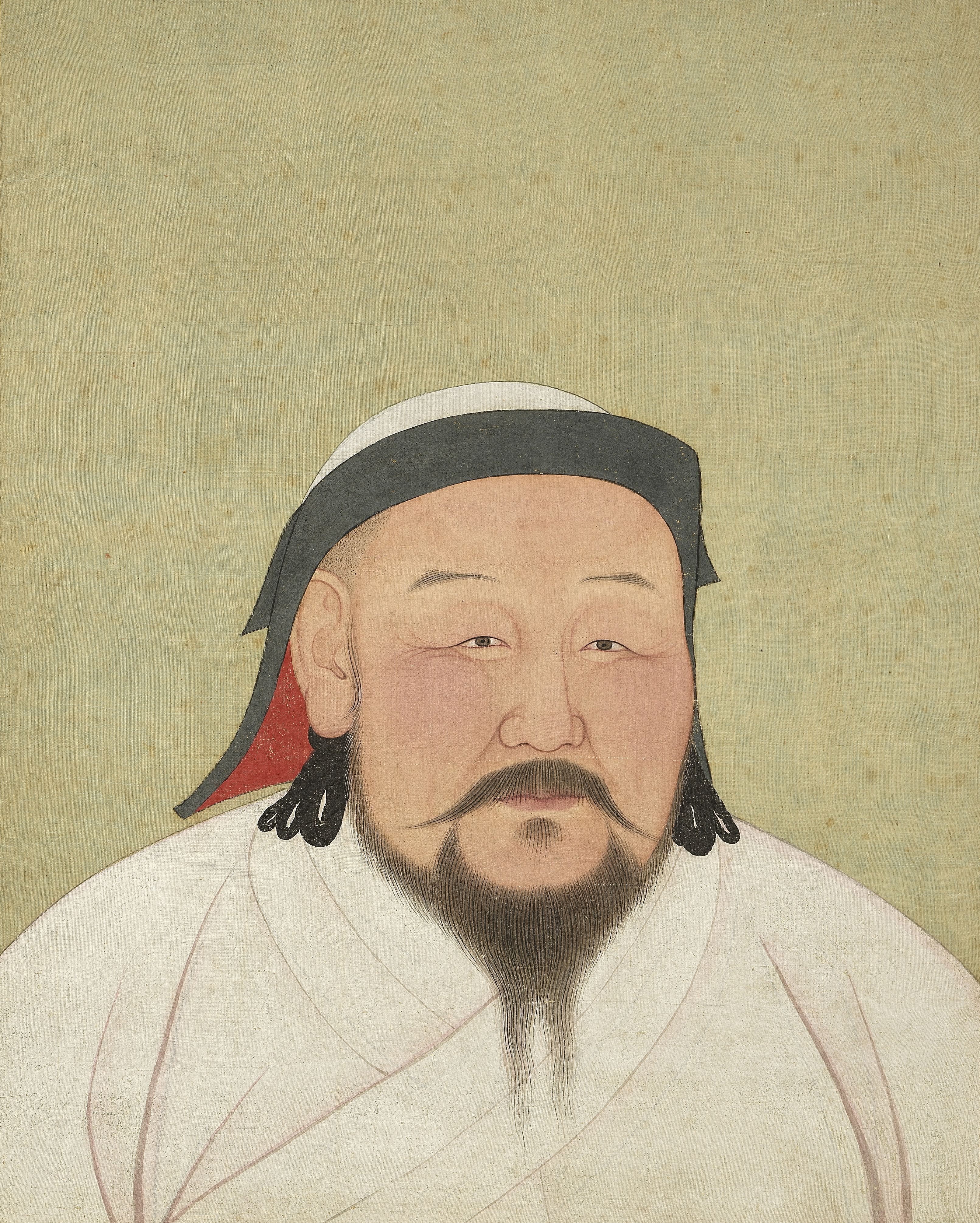
Хубилай-хан, внук Чингисхана и основатель империи Юань

Вскоре завязались сражения между армиями Хубилая и его брата Ариг-Буги, в состав которых входили силы, все ещё верные предыдущей администрации Мункэ. Армия Хубилая легко устранила сторонников Ариг-Буги и захватила гражданскую администрацию на юге Монголии. Дальнейшие испытания наступили от их двоюродных братьев, чагатаидов. Хубилай послал Абишку, верного ему чагатаидского князя, возглавить царство Чагатая. Однако Арик-Буга захватил, а затем казнил Абишку, вместо этого короновав там своего человека Алгу. Новая администрация Хубилая блокировала Ариг-Бугу в Монголии, чтобы перекрыть поставки продовольствия, что вызвало голод. Каракорум быстро пал перед Хубилаем. Со временем Ариг-Буга сплотился и отвоевал столицу в 1261 году.
В Ильханате Хулагу был верен своему брату Хубилаю, но в 1262 году начались столкновения с их двоюродным братом Берке, правителем Золотой Орды в северо-западной части империи. Подозрительные смерти джучидских князей на службе у Хулагу, неравное распределение военной добычи и массовые убийства мусульман Хулагу усилили гнев Берке, который подумывал о поддержке восстания Грузинского царства против правления Хулагу в 1259—1260 годах. Берке также заключил союз с египетскими мамлюками против Хулагу и поддержал конкурирующего претендента Хубилая, Ариг-Бугу.
Хулагу умер 8 февраля 1264 года. Берке попытался воспользоваться преимуществом и вторгнуться во владения Хулагу, но по дороге он умер, а через несколько месяцев умер Алгу-хан из Чагатайского ханства. Хубилай назвал сына Хулагу Абаку новым ильханом. И Абака начал искать иностранных союзников, пытался заключить франко-монгольский союз с европейцами против египетских мамлюков. Хубилай назначил внука Батыя Менгу-Тимура ханом Золотой Орды. Ариг-Буга сдался Хубилаю в Шанду 21 августа 1264 года.

### Распад на четыре ханства
В 1269 году был организован курултай в долине реки Талас. Менгу-Тимур, Борак и Хайду, правители соответственно Джучиева, Чагатайского и Угэдэева улусов, признают друг друга суверенными государями и заключают союз против великого хана Хубилая на случай, если он попробует оспорить их суверенитет. Также на курултае были признаны два новых улуса, а именно: улус Хулагу и улус Хубилая. Возникновение которых не имело отношения к завещанию Чингисхана, и не было до этого урегулировано.
В 1304 году мирный договор между ханствами установил номинальное превосходство империи Юань над западными ханствами. Однако конфликты типа пограничных столкновений между ними продолжались. Примером может служить война Эсен-Буки и Аюрбарибады, произошедшая в 1310-х годах. Четыре ханства продолжали функционировать как отдельные государства и в разное время потерпели крах.